# Tramvajová doprava v Záporoží
Tramvajová doprava tvoří spolu s trolejbusovou a autobusovou dopravou MHD v osmisettisícovém jihoukrajinském městě Záporoží.

## Historie
Tramvaje ve městě jezdí od 17. června 1932. Již od počátku byly používány tramvaje elektrické s rozchodem kolejí 1524 mm. V období mezi rokem 1943 a 12. říjnem 1944 byl provoz kvůli druhé světové válce přerušen.
Když válka skončila, spolu s velkou rekonstrukcí města začal i velký rozvoj tramvajové dopravy; bylo vystavěno několik nových tramvajových tratí. Kromě toho přibyly také trolejbusy, a to od 22. prosince 1949. V roce 1990 bylo v provozu dohromady na 300 vozidel, které za rok přepravily 31 000 000 cestujících. Vzhledem k ekonomickým problémům, které postihly Ukrajinu v 90. letech, se omezil rozvoj sítě a snížil se také počet vypravovaných vozů (na 140 na 13 linkách v roce 2003).

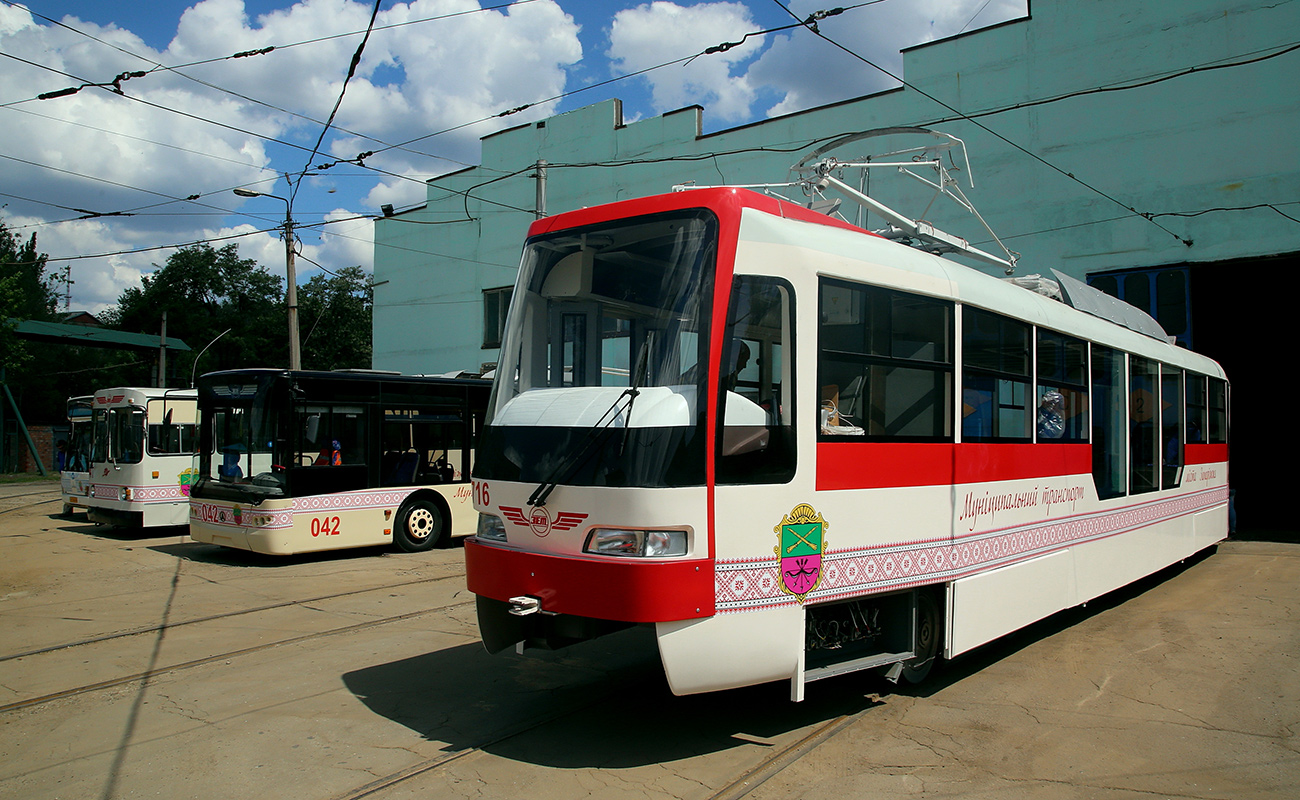
Tramvaj T3UA-3 v Záporoží

V roce 2006 se debatovalo o stavu vozového parku a bezpečnosti tratí poté, co došlo k nehodě (tramvaj vykolejila a narazila do domu), při které se zranily asi dvě desítky cestujících, z toho dva těžce.